# Billy-Chevannes
Billy-Chevannes ist eine französische Gemeinde mit 316 Einwohnern (Stand: 1. Januar 2022) im Département Nièvre in der Region Bourgogne-Franche-Comté. Die Gemeinde gehört zum Arrondissement Nevers und zum Kanton Guérigny. 

## Geografie
Billy-Chevannes liegt etwa 22 Kilometer östlich von Nevers in Zentralfrankreich. Umgeben wird Billy-Chevannes von den Nachbargemeinden Bona und Saxi-Bourdon im Norden, Rouy im Osten und Nordosten, Frasnay-Reugny im Osten und Südosten, Cizely im Süden, Saint-Benin-d’Azy im Westen und Südwesten sowie Saint-Firmin im Nordwesten.

## Bevölkerungsentwicklung
| Jahr                       | 1962 | 1968 | 1975 | 1982 | 1990 | 1999 | 2006 | 2013 |
| Einwohner                  | 402  | 369  | 361  | 288  | 271  | 276  | 341  | 355  |
| Quellen: Cassini und INSEE |      |      |      |      |      |      |      |      |

## Sehenswürdigkeiten
- Kirche Saint-Antoine in Chevannes aus dem 11. Jahrhundert, Monument historique seit 1989
- Kirche Saint-Marcel aus dem 19. Jahrhundert

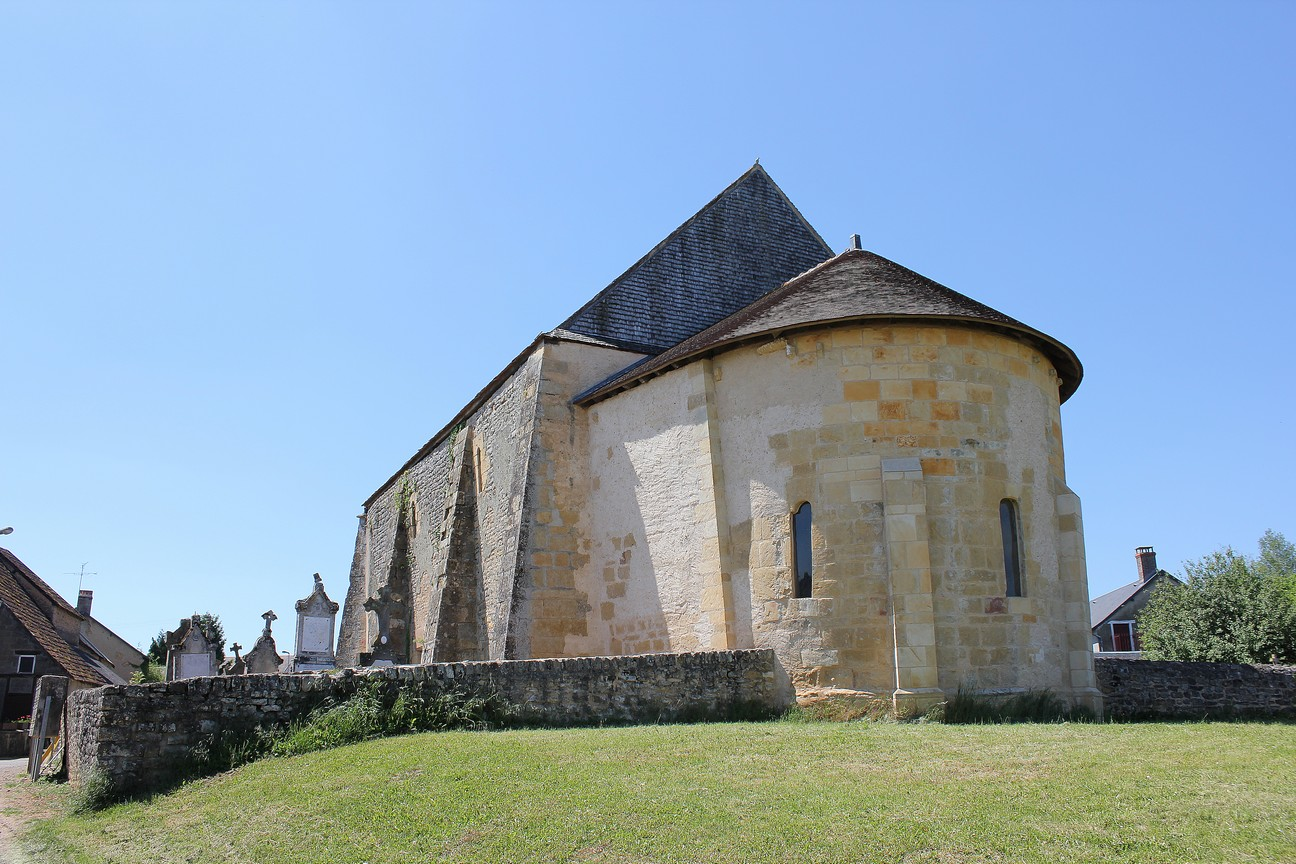
Kirche Saint-Antoine